# Warren Haynes
Pour les articles homonymes, voir Haynes.
Warren Haynes est un guitariste et chanteur américain né le 6 avril 1960 à Asheville. À la fin des années 1970 et au début des années 1980, il participe à différents groupes : Ricochet, Rich Hippies, David Alan Coe Band. De 1986 à 1989, il joue dans le Dickey Betts Band en compagnie du batteur Matt Abts. Le 28 juin 1989, il rejoint le Allman Brothers Band où il rencontre le bassiste Allen Woody. Avec Allen Woody et Matt Abts, il fonde en 1995 le groupe Gov't Mule (il restera cependant membre à part entière du Allman Brothers Band jusqu'au 26 mars 1997).
En 2003, il est invité au Central Park Concert du Dave Matthews Band en tant que guitariste solo, où il reprend notamment le célèbre Cortez the Killer de Neil Young.

## Discographie
- 1993 : Tales of Ordinary Madness
- 2003 : The Lone EP
- 2004 : Live From Bonnaroo
- 2011 : Man in Motion
- 2012 : Warren Haynes Band Live at the Moody Theatre
- 2015 : Ashes & Dust
- 2024 : Million voices whisper

## Liens
- Gov't Mule
- The Allman Brothers Band
- Dickey Betts
- Derek Trucks